# Mușchiul flexor scurt al degetului mic al mâinii

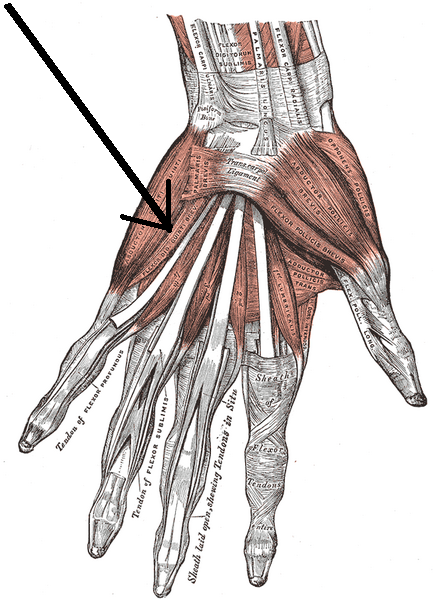
Mușchiul flexor scurt al degetului mic al mâinii (săgeata)

Mușchiul flexor scurt al degetului mic al mâinii sau mușchiul scurt flexor al degetului mic al mâinii (Musculus flexor digiti minimi brevis manus) este un mușchi mic fusiform așezat în regiunea hipotenară a mâinii, lateral față de mușchiul abductor al degetului mic al mâinii (Musculus abductor digiti minimi manus).

## Inserții
Are originea pe retinaculul flexorilor și pe cârligul osului cu cârlig (Hamulus ossis hamati). 
Se inseră pe partea medială a bazei falangei proximale a degetului V (degetul mic), împreună cu tendonul mușchiului abductor al degetului mic (Musculus abductor digiti minimi manus).

## Raporturi
Este acoperit de piele, fascie și mușchiul palmar scurt (Musculus palmaris brevis).
Acoperă mușchiul opozant al degetului mic (Musculus opponens digiti minimi).
Medial în același plan se găsește mușchiul abductor al degetului mic.

## Acțiune
Flectează falanga proximală a degetului mic pe metacarpianul V în articulația metacarpofalangiană

## Inervația
Inervația este asigurată de ramura profundă a nervului ulnar (Ramus profundus nervi ulnaris) (neuromer CVIII –Th1).

## Vascularizația
Vascularizația este asigurată de ramura palmară profundă a arterei ulnare (Ramus palmaris profundus arteriae ulnaris) și ramuri ale arcului palmar superficial (Arcus palmaris superficialis).